# Arbetare

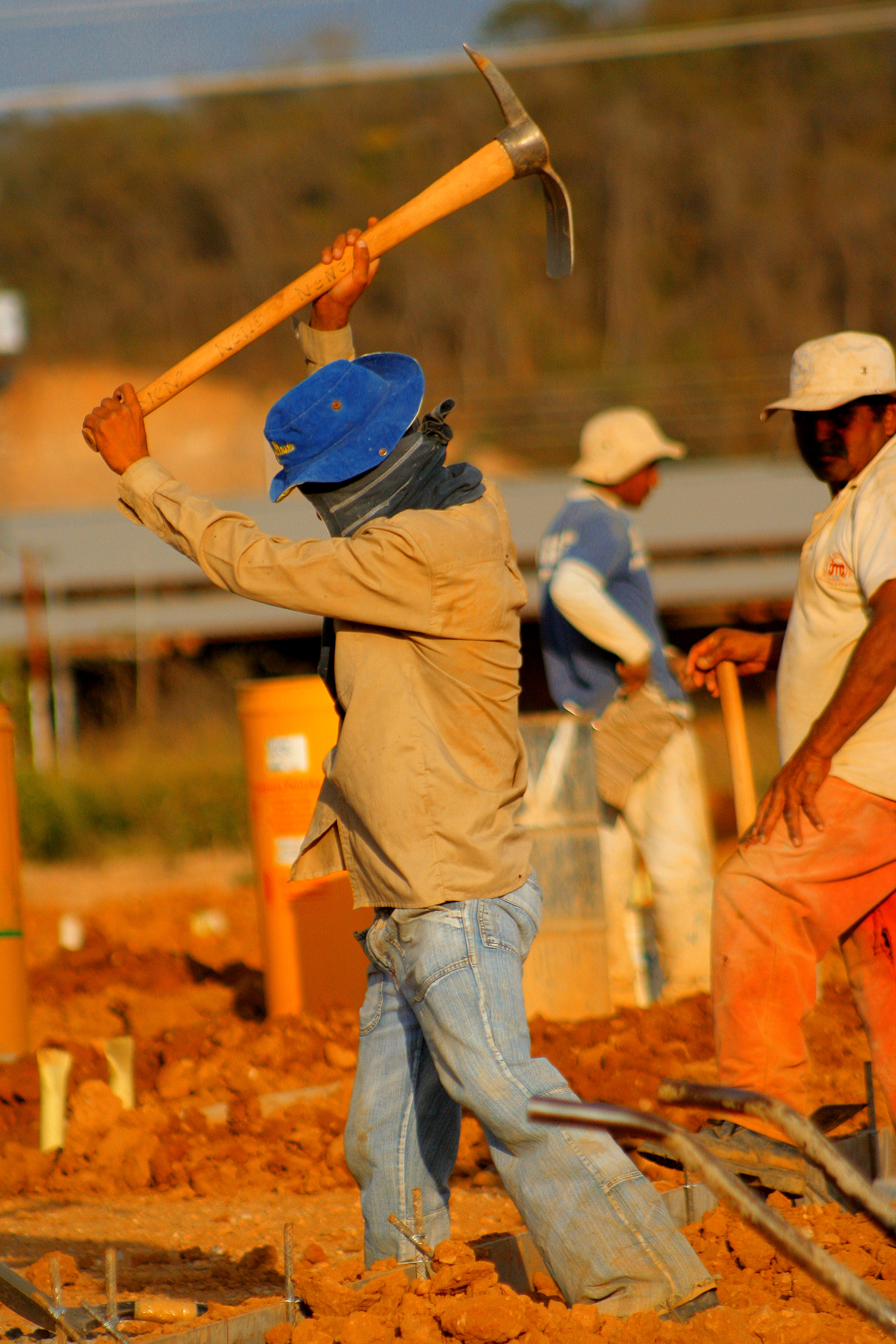
En arbetare i Venezuela, 2007.

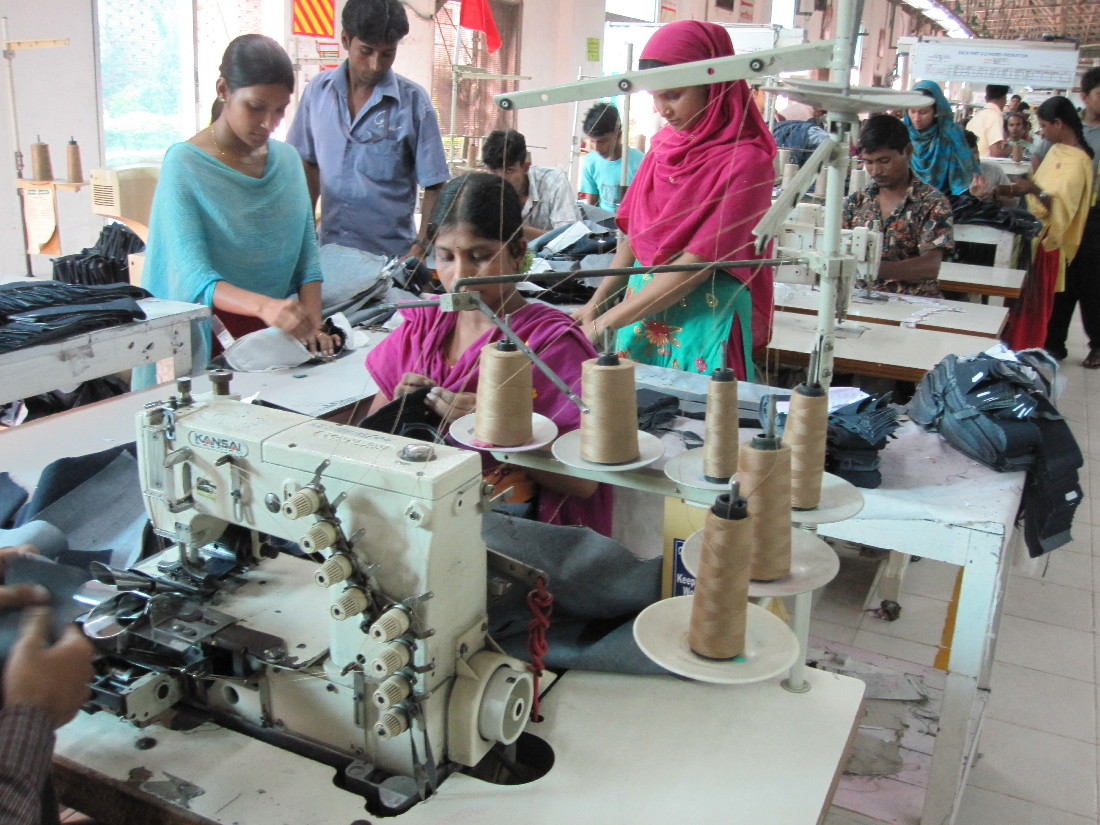
Textilarbetare i Bangladesh, 2011.

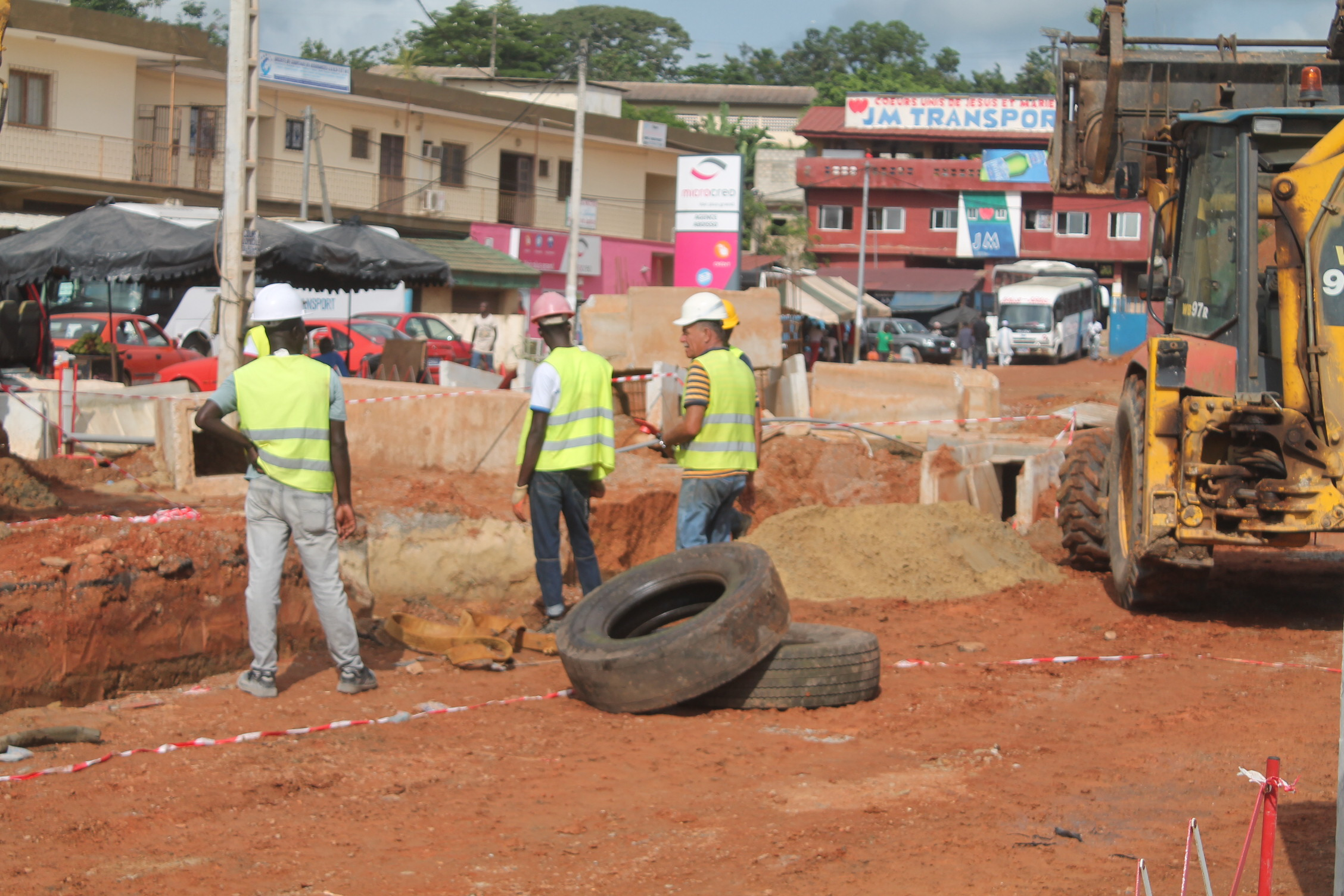
Vägarbetare i Elfenbenskusten, 2017.

En arbetare (i betydelsen "jobbare"), löntagare (vid förvärvsarbete) eller arbetssäljare är en person som utför ett arbete, även om alla som arbetar inte betecknas som arbetare. Till exempel räknas bönder och de flesta småföretagare inte som arbetare, trots att de deltar i produktionen. De äger eller kontrollerar själva sina produktionsmedel, vilket arbetaren inte gör. Men inte heller alla som ställer sin arbetskraft till förfogande på arbetsmarknaden kallas för arbetare. Varken högre tjänstemän inom privata eller offentliga företag och myndigheter eller till exempel lärare och socialtjänstemän räknas till arbetarna, trots att de är anställda och erhåller lön för sitt arbete. Lönearbetare med ledningsfunktioner i arbetet är knappast arbetare. Men inte heller slaven eller den livegne under förkapitalistisk tid räknas till arbetarna.
Arbetaren eller proletären, det vill säga den som inte äger någon egendom, uppkom med det kapitalistiska produktionssättets framväxt.

## Sverige
I svensk statistik och politisk debatt räknas de som arbetare vars yrken hör hemma i ett LO-förbunds kollektivavtalsområde. Gränslinjen mellan arbetare och tjänstemän gick länge huvudsakligen mellan industri- och tjänsteproduktion, men allteftersom svenska industriarbetare har blivit mer kvalificerade och fått högre löner så har begreppen glidit ifrån sina namn. I andra länder förekommer skillnader i arbetsrätten för arbetare och tjänstemän och ibland andra grupper såsom statstjänstemän, lantarbetare och anställda vid järnvägen.
I finlandssvenskan används ibland ordet donare för arbetare, vilket kan härledas från ordet don i betydelsen verktyg.

## Marxistisk definition
Inom marxismen anses man vara arbetare om man i stort sett saknar inflytande över de tre former av makt och inflytande som sociologen Erik Olin Wright angivit:[källa behövs]
1. Ägande av kapital.
2. Beslutanderätt över användningen av produktionsmedlen (exempelvis maskiner och annan teknik).
3. Rätt att bestämma över och kontrollera andras arbetskraft.

Den marxistiska definitionen av arbetare är således baserad på makt och samhällsfunktion, inte materiell standard.